# Сжимаемость электронного газа
Сжимаемость электронного газа — термодинамический коэффициент, характеризующий изменение давления электронного газа при изменении его объёма. Для электронного газа, по аналогии с обычным идеальным газом можно вводят понятие сжимаемости K, обратная величина которой определяется как взятое с отрицательным знаком произведение объёма газа V и изменения давления P электронного газа при изменении объёма с сохранением полного числа частиц N:
{\displaystyle {\frac {1}{K}}=-V\left({\frac {dP}{dV}}\right)_{N}.}
Само давление определяется как взятая с отрицательным знаком производная полной энергии E электронного газа по объёму при постоянном числе частиц:
{\displaystyle P=-\left({\frac {dE}{dV}}\right)_{N}.}
Для вырожденного Ферми-газа в металлах
{\displaystyle {\frac {1}{K}}={\frac {2}{3}}E_{F}N,}
где EF — уровень Ферми.